# Stará Voda, Gelnica
Stará Voda este o comună slovacă, aflată în districtul Gelnica din regiunea Košice. Localitatea se află la altitudinea de 521 m deasupra n.m., se întinde pe o suprafață de 3,28 km2 și în 2017 număra 212 locuitori.

## Istoric
Localitatea Stará Voda este atestată documentar din 1828.

## Demografie
| An:                | 1994 | 2004   | 2014   | 2024    |
| ------------------ | ---- | ------ | ------ | ------- |
| Număr de persoane: | 229  | 240    | 219    | 182     |
| Diferență:         |      | +4,80% | −8,75% | −16,89% |

| An:                | 2023 | 2024   |
| ------------------ | ---- | ------ |
| Număr de persoane: | 186  | 182    |
| Diferență:         |      | −2,15% |